# N'Terguent
N'Terguent (ou N'Teirguent) est une commune rurale du centre-ouest de la Mauritanie, située dans la région de l'Adrar. Elle fait partie de la moughataa d'Aoujeft.

## Population
Lors du recensement de 2000, N'Terguent comptait 2 573 habitants.